# Elezioni regionali in Piemonte del 1985
Le elezioni regionali in Piemonte del 1985 si tennero il 12-13 maggio.

## Risultati elettorali
| Liste                                                  | Voti      | %     | Seggi |
| ------------------------------------------------------ | --------- | ----- | ----- |
| Democrazia Cristiana (DC)                              | 918.557   | 30,45 | 19    |
| Partito Comunista Italiano (PCI)                       | 871.141   | 28,88 | 18    |
| Partito Socialista Italiano (PSI)                      | 389.170   | 12,90 | 8     |
| Movimento Sociale Italiano - Destra Nazionale (MSI-DN) | 165.691   | 5,49  | 3     |
| Partito Repubblicano Italiano (PRI)                    | 158.597   | 5,26  | 3     |
| Partito Liberale Italiano (PLI)                        | 152.989   | 5,07  | 3     |
| Partito Socialista Democratico Italiano (PSDI)         | 143.055   | 4,74  | 3     |
| Lista Verde Civica                                     | 52.240    | 1,73  | 1     |
| Lista Verde (LV)                                       | 50.091    | 1,66  | 1     |
| Democrazia Proletaria (DP)                             | 48.575    | 1,61  | 1     |
| Piemont-Liga Veneta (P-ŁV)                             | 33.978    | 1,13  | -     |
| Alleanza Italiana Pensionati (AIP)                     | 23.927    | 0,79  | -     |
| Partito Nazionale Pensionati (PNP)                     | 8.545     | 0,28  | -     |
| Totale                                                 | 3.016.556 |       | 60    |

| Riepilogo dei seggi | Riepilogo dei seggi | Riepilogo dei seggi | Riepilogo dei seggi | Riepilogo dei seggi | Riepilogo dei seggi | Riepilogo dei seggi |
| ------------------- | ------------------- | ------------------- | ------------------- | ------------------- | ------------------- | ------------------- |
|                     |                     |                     |                     |                     |                     |                     |
| DP                  | 1                   | ▲ 1                 |                     | PCI                 | 18                  | ▼ 2                 |
| PSI                 | 8                   | ▼ 1                 |                     | PSDI                | 3                   | ━                   |
| LV                  | 1                   | Nuovo               |                     | LVC                 | 1                   | Nuovo               |
| PRI                 | 3                   | ▲ 1                 |                     | DC                  | 19                  | ▼ 1                 |
| PLI                 | 3                   | ━                   |                     | MSI-DN              | 3                   | ▲ 1                 |
| {{{sigla11}}}       | 0                   | ▼ 1                 |                     |                     |                     |                     |

## Consiglieri eletti
| Collegio    | Lista                                         | Eletto                  |
| ----------- | --------------------------------------------- | ----------------------- |
| Torino      | Partito Comunista Italiano                    | Luigi Rivalta           |
| Torino      | Partito Comunista Italiano                    | Marco Bosio             |
| Torino      | Partito Comunista Italiano                    | Mercedes Bresso         |
| Torino      | Partito Comunista Italiano                    | Rinaldo Bontempi        |
| Torino      | Partito Comunista Italiano                    | Maria Laura Marchiaro   |
| Torino      | Partito Comunista Italiano                    | Viller Manfredini       |
| Torino      | Partito Comunista Italiano                    | Maria Grazia Sestero    |
| Torino      | Partito Comunista Italiano                    | Donato Adduci           |
| Torino      | Partito Comunista Italiano                    | Nazzareno Guasso        |
| Torino      | Partito Comunista Italiano                    | Giuseppe Reburdo        |
| Torino      | Democrazia Cristiana                          | Gian Paolo Brizio       |
| Torino      | Democrazia Cristiana                          | Mario Carletto          |
| Torino      | Democrazia Cristiana                          | Riccardo Sartoris       |
| Torino      | Democrazia Cristiana                          | Emilia Bergoglio        |
| Torino      | Democrazia Cristiana                          | Mario Paris             |
| Torino      | Democrazia Cristiana                          | Ezio Alberton           |
| Torino      | Democrazia Cristiana                          | Giuseppe Cerchio        |
| Torino      | Democrazia Cristiana                          | Alfredo Penasso         |
| Torino      | Democrazia Cristiana                          | Aldo Ratti              |
| Torino      | Partito Socialista Italiano                   | Eugenio Maccari         |
| Torino      | Partito Socialista Italiano                   | Michele Moretti         |
| Torino      | Partito Socialista Italiano                   | Giancarlo Tapparo       |
| Torino      | Partito Socialista Italiano                   | Aldo Olivieri           |
| Torino      | Partito Repubblicano Italiano                 | Jas Gawronski           |
| Torino      | Partito Repubblicano Italiano                 | Bianca Vetrino          |
| Torino      | Movimento Sociale Italiano - Destra Nazionale | Carlo Carazzoni         |
| Torino      | Movimento Sociale Italiano - Destra Nazionale | Gaetano Majorino        |
| Torino      | Partito Liberale Italiano                     | Fernando Santoni        |
| Torino      | Partito Liberale Italiano                     | Sergio Marchini         |
| Torino      | Partito Socialista Democratico Italiano       | Germano Benzi           |
| Torino      | Lista Verde                                   | Nemesio Ala             |
| Torino      | Lista Verde Civica                            | Adelaide Aglietta       |
| Torino      | Democrazia Proletaria                         | Alberto Tridente        |
| Alessandria | Partito Comunista Italiano                    | Enrico Morando          |
| Alessandria | Partito Comunista Italiano                    | Mario Bruciamacchie     |
| Alessandria | Democrazia Cristiana                          | Armando Devecchi        |
| Alessandria | Democrazia Cristiana                          | Piero Genovese          |
| Alessandria | Partito Socialista Italiano                   | Angelo Rossa            |
| Alessandria | Partito Socialista Democratico Italiano       | Andrea Mignone          |
| Asti        | Democrazia Cristiana                          | Luigia Fassio Ottaviani |
| Asti        | Partito Comunista Italiano                    | Bruno Ferraris          |
| Cuneo       | Democrazia Cristiana                          | Emilio Lombardi         |
| Cuneo       | Democrazia Cristiana                          | Giovanni Quaglia        |
| Cuneo       | Democrazia Cristiana                          | Pietro Fraire           |
| Cuneo       | Partito Comunista Italiano                    | Guido Biazzi            |
| Cuneo       | Partito Socialista Italiano                   | Aldo Viglione           |
| Cuneo       | Partito Liberale Italiano                     | Antonio Turbiglio       |
| Cuneo       | Partito Repubblicano Italiano                 | Mario Fracchia          |
| Novara      | Democrazia Cristiana                          | Vittorio Beltrami       |
| Novara      | Democrazia Cristiana                          | Enrico Nerviani         |
| Novara      | Partito Socialista Italiano                   | Elettra Cernetti        |
| Novara      | Partito Socialista Democratico Italiano       | Giuseppe Cerutti        |
| Vercelli    | Partito Comunista Italiano                    | Gilberto Valeri         |
| Vercelli    | Partito Comunista Italiano                    | Ezio Acotto             |
| Vercelli    | Democrazia Cristiana                          | Luigi Petrini           |
| Vercelli    | Democrazia Cristiana                          | Antonio Villa           |
| Vercelli    | Partito Socialista Italiano                   | Nereo Croso             |